# Mont Kineo
Le mont Kineo est une montagne de 545 mètres d'altitude située au milieu du lac de Moosehead, dans l'État du Maine, aux États-Unis.

## Géographie

### Situation, topographie
Le mont Kineo est situé sur une presqu’île du lac de Moosehead, face au confluent de la rivière Moose sur la rive ouest. Il constitue une péninsule de 4,7 km2, qui s’étend sur la rive est du lac. Le mont Kineo, avec des falaises de 210 mètres au-dessus de la surface, offre un paysage spectaculaire qui attire les visiteurs depuis des siècles.

### Géologie
La montagne est censée contenir une grande formation de rhyolite. Cette roche volcanique présente les propriétés physiques du silex. Elle a été largement utilisée par les peuples autochtones pour faire des pointes de flèche ; ainsi a-t-elle été souvent nommée « Kineo flint » (silex de Kineo) dans la littérature.

## Histoire
Les Amérindiens ont souvent voyagé sur de grandes distances au mont Kineo afin d’en extraire de la roche rhyolithe. Elle était très connue par des populations même éloignées, et utilisée pour confectionner des pointes de flèches, haches, ciseaux, etc. De nombreux instruments amérindiens issus de cette pierre ont été trouvés dans toutes les régions de la Nouvelle-Angleterre, et plus loin vers le sud, ce qui suggère que les différentes tribus ont visité le mont Kineo pendant des siècles pour obtenir ce matériel.